# Registre quàntic

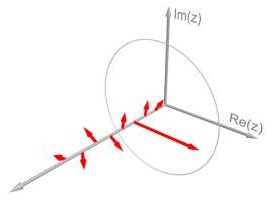
Descripció gràfica del registre qubit.

En informàtica quàntica, un registre quàntic és un sistema que consta de diversos qubits. És l'analògic quàntic del registre del processador clàssic. Els ordinadors quàntics realitzen càlculs manipulant qubits dins d'un registre quàntic.
Normalment s'assumeix que el registre consta de qubits. També s'assumeix generalment que els registres no són matrius de densitat, sinó que són pures, encara que la definició de "registre" es pot estendre a les matrius de densitat.
An {\displaystyle n} El registre quàntic de mida és un sistema quàntic que inclou {\displaystyle n} qubits purs.
L'espai de Hilbert, {\displaystyle {\mathcal {H}}}, en què les dades s'emmagatzemen en un registre quàntic ve donat per {\displaystyle {\mathcal {H}}={\mathcal {H_{n-1}}}\otimes {\mathcal {H_{n-2}}}\otimes \ldots \otimes {\mathcal {H_{0}}}} on {\displaystyle \otimes } és el producte tensor.
El nombre de dimensions dels espais de Hilbert depèn de quin tipus de sistemes quàntics es compon del registre. Els qubits són espais complexos bidimensionals ({\displaystyle \mathbb {C} ^{2}}), mentre que els qutrits són espais complexos tridimensionals ({\displaystyle \mathbb {C} ^{3}}), etc. Per a un registre compost per N nombre de sistemes quàntics d -dimensionals (o d -nivell) tenim l'espai de Hilbert
{\displaystyle {\mathcal {H}}=(\mathbb {C} ^{d})^{\otimes N}=\underbrace {\mathbb {C} ^{d}\otimes \mathbb {C} ^{d}\otimes \dots \otimes \mathbb {C} ^{d}} _{N{\text{ times}}}\cong \mathbb {C} ^{d^{N}}.}
L'estat quàntic dels registres es pot escriure en notació bra-ket {\displaystyle |\psi \rangle =\sum _{k=0}^{d^{N}-1}a_{k}|k\rangle =a_{0}|0\rangle +a_{1}|1\rangle +\dots +a_{d^{N}-1}|d^{N}-1\rangle .} Els valors {\displaystyle a_{k}} són amplituds de probabilitat. A causa de la regla de Born i el segon axioma de la teoria de la probabilitat, {\displaystyle \sum _{k=0}^{d^{N}-1}|a_{k}|^{2}=1,} de manera que el possible espai d'estats del registre és la superfície de l'esfera unitat {\displaystyle \mathbb {C} ^{d^{N}}.}
Quantum vs. classical register
First, there's a conceptual difference between the quantum and classical register. An {\displaystyle n} size classical register refers to an array of {\displaystyle n} flip flops. An {\displaystyle n} size quantum register is merely a collection of {\displaystyle n} qubits.